# Ballenöffner
Der Ballenöffner – manchmal Wolf genannt – ist eine Maschine zum Lösen von Faserklumpen aus Ballen. Im Vorwerk einer Spinnerei bildet der Ballenöffner das erste Glied einer langen Kette von Verarbeitungsschritten, wenn Fasern natürlichen oder synthetischen Ursprungs zu Garn verarbeitet werden sollen.
Der Ballenöffner löst die Fasern grob voneinander, bevor sie maschinell gereinigt werden.
Die Fasern werden in Ballen verpackt rund um den Globus befördert, weil diese Verpackung sehr dicht ist und der Ort der Produktion bzw. der Ernte selten nahe bei einer Spinnerei liegt. Nur Stapelfasern, d. h. nicht unendlich lange Fasern, werden als Ballen geliefert.
Es gibt verschiedene Arten von Ballenöffnern. Am geläufigsten sind Maschinen, bei denen die Ballen dicht nebeneinander aufgestellt werden und ein Arm der Maschine langsam darüber hinwegfährt, während er einzelne Faserklumpen löst und absaugt. Da mehrere Ballen nebeneinander aufgestellt werden, erfolgt bereits hier eine Mischung der Faserklumpen von verschiedenen Ballen. Dies erhöht später die Gleichmäßigkeit im Garn. 